# ستيفان نايدينوف
ستيفان نايدينوف (بالبلغارية: Стефан Найденов)‏ هو لاعب كرة قدم بلغاري في مركز الوسط، ولد في 16 أغسطس 1957 في Stubel ‏ في بلغاريا، وتوفي في 3 نوفمبر 2010. شارك مع منتخب بلغاريا لكرة القدم. أما مع النوادي، فقد لعب مع نادي بيروي ستارا زاغورا ونادي تشيرنو مور فارنا ونادي سبارتاك فارنا.